# أمونيوس السقاص
أمونيوس السقاص فيلسوف إسكندري، وُلد في أواسط القرن الثاني ورقد عام 241م. كلمة «سقاص» مشتقة من كلمة «ساكسCAKI» اليونانية، ومعناها «كيس». تعلم الفلسفة الأفلاطونية وتعمق فيها جدًا، وفي أواخر القرن الثاني نال المعمودية، وإن كان بعض المؤرخين يرون أنه لم ينل العماد إنما كان معجبًا بالمسيحية. أراد من الوثنيين أن يقبلوا مبادئها جنبًا إلى جنب مع ما هو حسن في الوثنية ورفض ما هو فاسد في الوثنية. لم يبق من مؤلفاته سوى كتاب: «اتفاق البشائر الأربع».